# پست‌یورپ
پست‌یورپ (انگلیسی: PostEurop) شرکت دولتی پست بلژیکی است، که در سال ۱۹۹۳ تأسیس شد.